# كليد ريفر
كليد ريفر هي بلدة تقع في منطقة قيكيقتالوك في ولاية نونافوت،كندا.